# Daeva
Daeva (avestisch daēuua-, altpersisch daiva-), auch Daiva (daivā) oder Daevas sind im Avesta und im Zoroastrismus alte göttliche Wesenheiten der polytheistischen Tradition, die den Devas des Rigveda entsprechen. Daevas waren nach der Auffassung Zarathustras noch nicht die unheilvollen Wesen, die sie im jüngeren Avesta verkörpern; für den Religionsgründer sind die Daevas noch Götter, die abzulehnen sind, weil diese zwischen Wahrheit (avestisch asha oder ascha) und Lüge (avestisch druj oder drudsch) nicht unterscheiden können. Im jüngeren Avesta sowie in der zoroastrischen Tradition sind die Daevas unheilvolle – zum größeren Teil dämonische – Wesen. In den Texten der zoroastrischen Tradition, insbesondere im Bundahischn, wird die Horde der Daevas – mittelpersisch dews – als böse gesinnte Diener Ahrimans (avestisch: Angra Mainyu) aufgestellt.

## Einleitung
Zwei Gruppen von Göttern werden vom Rigveda und Avesta überliefert: die *asuras und die *daivas. Von den Überlieferungen des Rigveda kann vermutet werden, dass die *asuras älter als die *daivas waren und beide Gruppen eine Allianz gegen das Böse bildeten. Im späteren Teil des Rigvedas, und speziell im Brahmanismus, wurden die *asuras zu Dämonen, während die *daivas die wahren Götter bilden. In der späteren vedischen Literatur ist der Streit um die Opfer ein häufiges Thema zwischen den beiden Gruppen. Aus den gleichen Quellen wird sichtbar, dass der Unterschied in der Art ihrer Verehrung lag, die unterschiedliche Ausdrucksformen hatte. Auf der iranischen Seite geschah das Gegenteil. Es entstand ein Dualismus zwischen den Ahuras (*asuras) mit Ascha, der Wahrheit, auf ihrer Seite, und die Daeva (*daivas) mit Druj, der Lüge, als Gegenseite. Es gibt bis heute keine einhellige Erklärung für diese Entwicklung. Die Gründe für die Anpassung der Gegenüberstellung der Ahuras und der Daeva an den allgemeinen Dualismus könnten ritueller Natur gewesen sein.

## Etymologie
Vom Avesta ist daēuua- überliefert. Das Altpersische daiva- stammt aus der achämenidischen Königsinschrift XPh von Xerxes I., in der sie als Figuren und Standorte erscheinen, die nicht verehrt werden dürfen, beziehungsweise deren Heiligtümer zerstört werden müssen. Die beiden Wörter, daēuua- und daiva-, entsprechen dem vedischen Titel für Götter, devá-, der wiederum das indoeuropäische *deiu̯ó- reflektiert. Der Wortstamm wurde jedoch in den altiranischen Überlieferungen niemals mit Göttern gleichgesetzt, sondern von Beginn an in allen iranischen Sprachen mit falschen oder feindlichen Göttern identifiziert. Die negative Wertung, die die Daeva erfahren haben, kann deshalb nicht auf eine Neuerung zurückgeführt werden, wie sie in den Gathas, dem ältesten Teil des Avestas zum Ausdruck kommt, sondern müsste ein ursprünglicher Bestandteil der iranischen Sprache und Religion gewesen sein. Die Kategorie der Gottheiten, auf die sie sich ursprünglich bezog, scheint aus der iranischen religiösen Tradition schrittweise herausgefallen und dämonisiert worden zu sein.

## Überlieferung
Im ältesten Teil des Avestas waren die Daeva noch keine Dämonen, sondern eine Kategorie von Göttern, die abgelehnt wurden. Sie werden nicht namentlich erwähnt, so dass nicht klar ist, wer eigentlich dazu gehört. Die Daevas wurden bei der Festlegung der Gathas immer noch verehrt, sogar von den Menschen, die die Religion der Gathas angenommen hatten und waren Teil des sozialen und religiösen Systems der Gefolgsleute von Zarathustra. Es scheint, als ob die Zurückweisung und Verneinung dieser Götter in den Gathas erst am Anfang stand. Darauf weist auch die Abwesenheit der Zurückweisung der Daeva im Yasna Haptaŋhāiti, das ebenfalls zum ältesten Teil des Avestas gehört.
Im Jüngeren Avesta werden die Daeva als kleine, böse Geister dargestellt, die die Ordnung der Welt, die Gesundheit der Menschen und das religiöse Leben stören. Es gibt Hinweise, dass jedes Objekt religiöser Missbilligung, was auch immer für ein unbedeutendes Ereignis sie ausgelöst haben mag, mit den Daeva identifiziert wurden. Abstraktionen wie Verschmutzung und Stumpfsinn gehören dazu wie auch manches Monster. Im Vendidad stehen an der Spitze der Daeva Indra, Saurwa  und Nanghait, die alle eine vedische Entsprechung haben. Sie werden gleich nach Angra Mainyu erwähnt. In den mittelpersischen Büchern des Avesta werden die drei als Feinde von Aša Vahišta, Xšathra Vairya und Spenta Armaiti dargestellt.

## Rezeption
Es besteht ein wesentlicher Widerspruch zwischen dem Zeugnis der Gathas, die mit der Ablehnung der Daeva eine große Krise im iranischen religiösen Denken spiegelt, und der Tatsache, dass kein bekannter iranischer Dialekt das Überleben eines positiven Sinns für *daiva- eindeutig und sicher belegt. Es ist unmöglich, die Tatsache der iranischen Linguistik mit den Informationen der Gathas in Übereinstimmung zu bringen. Es gibt Wissenschaftler wie Martin Haug und der Oxforder Professor Thomas Burrow, die die linguistischen Belege akzeptieren und die religiöse Situation, die in den Gathas dargestellt ist, verneinen. Eine weitere Gruppe von Wissenschaftlern wie Herman Lommel und Ilya Gershevitch versteht Zarathustra als Urheber der negativen Wertung der Daeva. Die größte Gruppe von Wissenschaftlern bestehend aus James Darmesteter, Marian Molé, Mary Boyce, Antoine Meillet, Emile Benveniste, Carsten Nyberg und Jacques Duchesne-Guillemin versucht, die widersprechenden Belege zu verbinden. Es hat sich bis heute keine überzeugende Hypothese herausgebildet, die den fundamentalen Widerspruch zwischen den Ergebnissen der Sprachwissenschaft und den literarischen Belegen erklären könnte.